# HMS Unbroken (P42)
El HMS Unbroken (P42) va ser un submarí de classe U de la Royal Navy construït per Vickers-Armstrong a Barrow-in-Furness; formava part del tercer grup d'aquesta classe i ha estat l'únic vaixell de la Royal Navy que porta aquest nom. Va entrar en servei com a P42 i va ser rebatejat com a Unbroken l'1 de febrer de 1943.

## Carrera professional
L'Unbroken va ser comissionat el 29 de gener de 1942 com a P42.
Després de les proves preparatòries a Holy Loch, l'Unbroken va sortir a unir-se a la 10a Flotilla a Malta, amb una patrulla preparatòria des de Gibraltar. Va passar la major part de la seva carrera durant la guerra al Mediterrani. Va desembarcar sabotejadors sota el comandament del capità Peter Churchill a Antibes, al sud de França. Després va procedir a Malta per reformar la 10a Flotilla el juny de 1942. Va ser l'únic submarí que operava des de Malta fins que s'hi van unir l'United, l'Unruffled i l'Unrivalled. Va participar en les operacions Harpoon i Vigorous, el juny de 1942. El juliol de 1942, l'Unbroken va atacar la principal línia ferroviària de la costa oest a Itàlia continental i va aconseguir bloquejar la línia durant 24 hores. No obstant això, va rebre foc de resposta de l'artilleria costanera i va patir un impacte a la bateria, obligant-lo a tornar a Malta. Va patir greus danys a l'octubre de 1942, per un contraatac d'escortes italianes després de xocar contra un petrolier, i va ser reparat de nou a Malta.
dragamines auxiliar italià núm. 17/ Milano . També va danyar el veler italià Vale Formoso II , el petrolier alemany (antic noruec) Regina i, el més significatiu, el creuer pesat italià Bolzano i el creuer lleuger italià Muzio Attendolo durant l'operació Pedestal. El Bolzano va rebre l'impacte als seus tancs de petroli i incendiat; va haver de ser encallat a l'illa de Panarea; l'Attendolo va perdre seixanta peus de proa. El Bolzano va estar fora de combat durant la resta de la guerra.
L'Unbroken també va atacar el mercant italià Algerino , però no el va tocar amb els seus torpedes. Més tard va danyar el mercant italià Titania, al nord-oest de Trípoli, Líbia . El Titania va ser remolcat pel destructor italià  destructor Ascari|Ascari]]. El Titania va ser enfonsat l'endemà a primera hora pel HMS Safari. L'Unbroken va tornar al Regne Unit el desembre de 1943.

### Al servei soviètic
El *Unbroken* va ser cedit a la Unió Soviètica el 26 de juny de 1944, on va ser rebatejat com a V-2 (ciríl·lic: В-2 ). Navegant sota bandera soviètica, va enfonsar el caçasubmarins alemany UJ-1220 el 12 d'octubre de 1944. Va passar quatre anys al servei soviètic abans de ser retornat a la Royal Navy el 1949. Va ser desballestat a Gateshead a partir del 9 de maig de 1950.